# Antanas Minkevičius
Antanas Minkevičius (* 30. Mai 1900 in Girsteikiškis, Bezirk Alanta, Rajon Molėtai; † 28. November 1998 in Vilnius) war ein litauischer Botaniker, Phytopathologe und Mykologe.

## Leben
1928 absolvierte Minkevičius das Studium an der Vytautas-Magnus-Universität und 1938 promovierte in Naturwissenschaften. 
Von 1925 bis 1940 lehrte er an der Lietuvos universitetas (ab 1930: Vytauto Didžiojo universitetas). Von 1930 bis 1932 studierte Minkevičius an der ETH Zürich. Von 1940 bis 1992 lehrte er Botanik, Phytopathologie und Mykologie an der Universität Vilnius, ab 1944 als Professor. Von 1945 bis 1959 arbeitete er am Botanikinstitut. Von 1959 bis 1961 leitete er den Sektor für Phytopathologie des Forschungsinstituts.
Ab 1961 war Minkevičius Mitglied der Litauischen Akademie der Wissenschaften.
Sein Grab befindet sich im Friedhof Antakalnis, Vilnius.

## Bibliografie
- Lietuvos TSR flora t. 1, vienas autorių ir rengėjų
- Vadovas Lietuvos augalams pažinti, su kitais, 1934 m.
- Fitopatologijos pagrindai, 1948 m.
- Medžių ir krūmų grybinės ligos 1950 m.
- Vadovas Lietuvos TSR miškų, pievų ir pelkių samanoms pažinti, 1955 m.
- Vadovas Lietuvos kerpėms pažinti, su kitais, 1983 m.
- Vadovas Lietuvos TSR rūdiečiams grybams pažinti, 1984 m., rusų kalba
- Pilze Litauens // Lietuvos grybai, su M. Ignotavičiūte, t. 5: d. 1 1991 m., d. 2 1993 m.